# Aziz Nesin
Aziz Nesin (* 20. Dezember 1915 in Istanbul; † 6. Juli 1995 in İzmir; eigentlich Mehmet Nusret) war ein türkischer Schriftsteller, der vor allem Satiren verfasste.

## Leben und Wirken
Aziz Nesin wurde auf der Prinzeninsel Heybeliada in Istanbul geboren und ging dort zur Schule. Sein Vater Abdulaziz kam aus der Provinz Giresun und arbeitete als Gärtner in Istanbul. Laut Aziz Nesin war sein Vater sehr religiös, ein loyaler Anhänger von Abdülhamid II. 
und Gegner von Kemal Atatürk.
Nesin wuchs in einem konservativen Umfeld auf und bekam als Kind Koranunterricht von einem Freund seines Vaters. Im Jahr 1935 absolvierte er die Kuleli-Militärschule in Istanbul. Nachdem er 1937 auch die Militärakademie in Ankara besucht hatte, wurde er Offizier in der Armee, aus der er 1944 wegen Amtsmissbrauchs entlassen wurde. 
Im Jahre 1945 wurde Nesin Mitarbeiter der linksgerichteten Zeitung Tan, deren Räume noch im selben Jahr von nationalistischen und islamistischen Studenten verwüstet wurden. Ab 1946 gab er mit Sabahattin Ali die Satirezeitschrift Markopaşa heraus, in der sie unter anderem die politischen Verhältnisse angriffen. Beide wurden nach der dritten Ausgabe verhaftet, aber nach 20 Tagen Haft ohne Anklage wieder auf freien Fuß gesetzt. Um der Zensur zu entkommen, benannten sie die Zeitung mehrmals um. Nesin ging 1947 nach Bursa, Ali wurde 1948 an der Grenze zu Bulgarien vermutlich von staatlichen Stellen ermordet. Aziz Nesin betrieb danach die Zeitung noch bis 1951 weiter.
In den Folgejahren arbeitete Nesin bei unterschiedlichen Zeitungen, darunter die Milliyet, und veröffentlichte eine Reihe von Büchern. Seine Werke wurden immer wieder zensiert. Er verbrachte insgesamt über fünf Jahre in Untersuchungshaft, wurde aber immer wieder freigesprochen. 1962 gab es einen Brandanschlag auf seinen Verlag.
Im Jahr 1972 gründete Nesin bei Çatalca in der Nähe von Istanbul die Nesin-Stiftung für Kinder, deren Familien ihnen den Zugang zur Bildung nicht finanzieren können. Die Stiftung ermöglicht Kindern und Jugendlichen den Besuch staatlicher Schulen oder Hochschulen. Leiter der Stiftung ist Aziz Nesins Sohn, Ali Nesin. Er gründete auch eine private Hochschule; mit diesem Schritt wandte er sich gegen die autoritären Strukturen im türkischen Bildungssystem.
Aziz Nesin ist ein sehr populärer türkischer Schriftsteller; er schrieb über 100 Bücher, von denen einige in 40 Sprachen übersetzt wurden. Aufgrund seiner kritischen Haltung musste er bei über 200 politischen Prozessen vor Gericht erscheinen. 
Nesin wurde 1993 Herausgeber der Tageszeitung Aydınlık. Als er dort die türkische Übersetzung von Auszügen aus Salman Rushdies Die Satanischen Verse herausgab, wurde er zum Hassobjekt islamischer Fundamentalisten, die ihn in einer Fatwa zum Abtrünnigen des Islams erklärten. Am 2. Juli 1993 versammelten sich Nationalisten verstärkt durch islamische Fundamentalisten nach dem Freitagsgebet vor einem Tagungshotel in Sivas, das schließlich angezündet wurde. Nesin überlebte leicht verletzt, aber 35 Menschen wurden getötet (siehe Brandanschlag von Sivas). 
Am 6. Juli 1995 starb Aziz Nesin nach einer Lesung in İzmir an einem Herzinfarkt. Als Atheist hatte er in seinem Testament verfügt, dass für ihn keine islamische Trauerfeier abgehalten werden solle. Er wurde auf dem Gelände der Nesin-Stiftung beigesetzt. Nesin war zeitlebens Sozialist.

## Auszeichnungen
- 1956 Goldene Palme (Italien)
- 1957 Goldene Palme (Italien)
- 1966 Goldener Igel (Bulgarien)
- 1969 Preis des Internationalen Krokodil-Satirewettbewerbs (Sowjetunion)
- 1970 Theaterpreis der Türk Dil Kurumu
- 1974 Lotus-Preis
- 1978 Madarali-Roman Preis (Türkei)
- 1985 Auszeichnung  „Vom Volk gewählter Schriftsteller“ (TÜYAP, Türkei)
- 1989 Goldene Tolstoi-Medaille
- 1993 Carl-von-Ossietzky-Medaille

In Berlin-Kreuzberg wurde die Europa-Grundschule an der Urbanstraße nach ihm benannt.

## Trivia
Im Jahr 1949 wurde Aziz Nesin von der damaligen britischen Thronfolgerin Elisabeth II., dem Schah Mohammad Reza Pahlavi sowie dem ägyptischen König Faruq wegen Majestätsbeleidigung angeklagt und musste für sechs Monate ins Gefängnis.

## Werke (deutschsprachige Auswahl)
- Aber meine Träume, die gib mir zurück. Ausgewählte Gedichte Türkisch-Deutsch, Berlin 2013, ISBN 978-3-922825-88-3
- Der unheilige Hodscha. Türkische Humoresken, Wien 1961
- Die Nacht mit dem Verrückten und andere türkische Geschichten, Berlin 1964
- Die skandalösen Geschichten vom türkischen Erzgauner Zübük. Ein satirischer Roman, Berlin 1965
- Der Fußballkönig, Berlin 1968
- Zwischen Bosporus und Anatolien. Erzählungen aus der Türkei, Berlin 1975
- Ein Schiff namens Demokratie. Politische Satiren und ein Stück aus der Türkei, Berlin 1978, ISBN 3-88677-917-3.
- Wie bereitet man einen Umsturz vor? Politische Satiren aus der Türkei, Berlin 1979,  ISBN 3-921347-05-X.
- Der einzige Weg, Roman, Berlin 1981, ISBN 3-293-20053-2.
- Wir leben im 20. Jahrhundert, Berlin 1983
- Wie Elefanten-Hamdi verhaftet wurde, Geschichten rund um die Polizei, Berlin 1984, ISBN 3-88677-918-1.
- So geht's nicht weiter, Autobiographie, zwei Bände, Berlin 1986/89
- Heimatfilm, Berlin 1987,  ISBN 3-88677-937-8.
- Surnâme. Man bittet zum Galgen, Roman, Düsseldorf 1988 und Zürich 1996, ISBN 3-293-20066-4.
- Die Umleitung, Berlin 1989,  ISBN 3-88677-940-8.
- Die Häuser am Nachtigallenhain, Pullenreuth 1995
- Ein Verrückter auf dem Dach. Meistersatiren aus fünfzig Jahren, München 1996, ISBN 3-406-41243-2.
- Fünf Geschichten aus 'Ein Verrückter auf dem Dach'. Ein türkisches Lesebuch mit deutschen Erläuterungen für fortgeschrittene Leser, bearbeitet von Tevfik Turan, Engelschoff 2005, ISBN 978-3-933847-08-9.
- Unsere wunderbaren Kinder / Şimdiki Çocuklar Harika, Briefroman, zweisprachig (Türkisch und Deutsch) übersetzt von Maren Fittschen, Engelschoff 2016, ISBN 978-3-933-847-56-0.
- Çocuklarıma / An meine Kinder / To my Children, dreisprachig (Türkisch, Deutsch und Englisch), herausgegeben von Hellmut Lutz und Nevin Lutz, ohne Ort, undatiert, ISBN 978-3-000548-30-7.